# Friedrich Wilhelm von Brandenburg (Politiker)

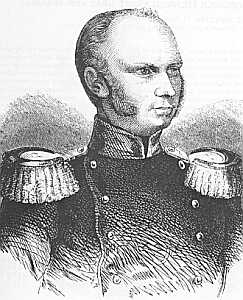
Friedrich Wilhelm Graf von Brandenburg

Graf Friedrich Wilhelm von Brandenburg (* 24. Januar 1792 in Berlin; † 6. November 1850 ebenda) war ein Sohn des preußischen Königs Friedrich Wilhelm II. aus dessen morganatischer vierter Ehe. Er diente seinem Neffen Friedrich Wilhelm IV. als preußischer Ministerpräsident.

## Leben

### Herkunft

Wappen des Grafen von Brandenburg 1795

Friedrich Wilhelm war der Sohn des Königs Friedrich Wilhelm II. aus dessen morganatischer Ehe mit der Gräfin Sophie von Dönhoff. Mit seiner Schwester, Julie von Brandenburg, der späteren Herzogin von Anhalt-Köthen, wurde er am 6. Juli 1795 in den Grafenstand unter dem Namen von Brandenburg erhoben.

### Karriere

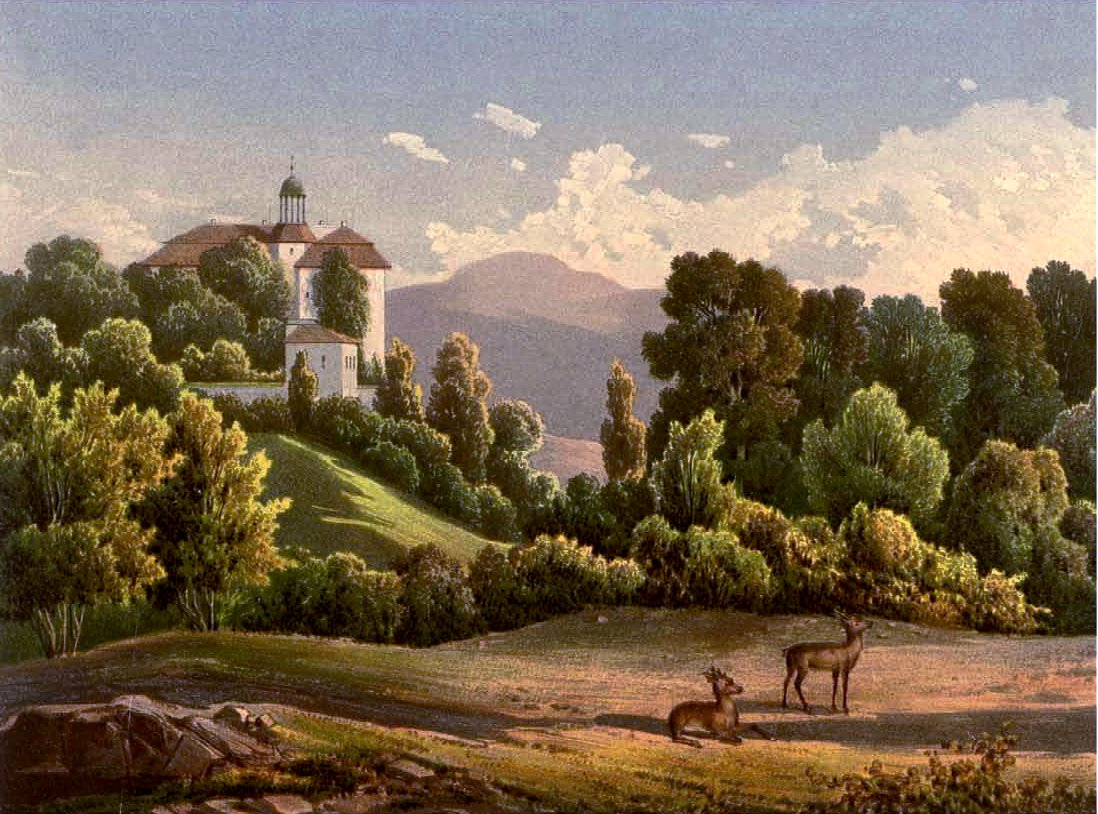
Schloss Domanze um 1860, Sammlung Alexander Duncker

Brandenburg trat am 18. April 1806 als Standartenjunker in das Regiment der Gardes du Corps der Preußischen Armee ein und machte den Feldzug 1807 mit. Als Rittmeister gehörte er 1812 dem Stab von General Yorck im Feldzug gegen Russland an. 1839 wurde Friedrich Wilhelm Kommandierender General des VI. Armee-Korps und 1848 General der Kavallerie. Ein Wohnsitz war das 1832 erworbene Schloss Domanze im niederschlesischen Kreis Schweidnitz.
1850 war er Mitglied des Volkshauses des Erfurter Unionsparlaments. Nach dem Rücktritt des Ministeriums Pfuel erfolgte seine Ernennung zum Chef des neuen Ministeriums, das als Kabinett Brandenburg-Manteuffel bezeichnet wurde. Diese Personalentscheidung verdeutlichte den Beginn der Reaktionsära, mit der Preußen sich vollends der Frankfurter Nationalversammlung entgegenstellte. Auch die preußische Nationalversammlung wurde gegen deren Widerstand durch den König mit Friedrich Wilhelms Unterstützung zuerst von Berlin nach Brandenburg verlegt und schließlich gänzlich ausgeschaltet. Am 5. Dezember 1848 wurde eine Verfassung ohne Zustimmung des Parlaments erlassen („oktroyierte Verfassung“). Am 16. Februar 1850 wurde Friedrich Wilhelm Graf von Brandenburg zum Ehrenbürger von Berlin ernannt.
Im Oktober 1850 wurde er nach Warschau gesandt, um die Haltung Russlands im Konflikt mit Österreich zu sondieren. Zunächst hatte er die gegen Österreich gerichtete Unionspolitik Preußens unterstützt, dann jedoch auf einen Ausgleich zwischen den beiden Mächten gesetzt. Friedrich Wilhelm wollte es vor allem nicht zum Krieg gegen Österreich kommen lassen und stimmte deshalb am 1. und 2. November 1850 gegen die von Radowitz eingebrachte Mobilmachung Preußens.
Am Tag darauf, dem 3. November, erkrankte er plötzlich schwer und starb am 6. November 1850. Am 8. November wurde er im Gewölbe des Berliner Doms beigesetzt.

### Familie
Friedrich Wilhelm Graf von Brandenburg heiratete am 24. Mai 1818 in Potsdam Mathilde Aurora von Massenbach (* 24. Oktober 1795, † 5. März 1855). Die beiden hatten acht Kinder:
- Friedrich (1819–1892), preußischer General
- Wilhelm (1819–1892), preußischer General
- Friedrich Wilhelm Gustav (* 24. August 1820 in Berlin; † 9. März 1909), preußischer Gesandter in Brüssel und Lissabon, wirklicher Geheimer Rat
- Wilhelmine Charlotte Friederike Julie Alexandrine (* 18. November 1821 in Berlin; † 8. August 1902), Ehrenstiftsdame in Heiligengrabe
- Luise Julie (* 31. Mai 1823; † 24. August 1884), Ehrenstiftsdame in Heiligengrabe
- Friederike Wilhelmine Elisabeth Mathilde (* 4. April 1825 in Berlin; † 26. Februar 1900) ⚭ 24. Mai 1847 Erdmann Alexander Georg von Pückler (* 22. April 1820; † 11. November 1864), preußischer Major
- Friederike Wilhelmine Georgine Elisabeth (* 2. Juli 1828; † 13. September 1893)
- Alexandra Friederike Wilhelmine Marianne (* 3. Mai 1834; † 5. Dezember 1885), Hofdame der Kaiserin Augusta

### Orden und Ehrenzeichen
- Pour le Mérite am 12. August 1812

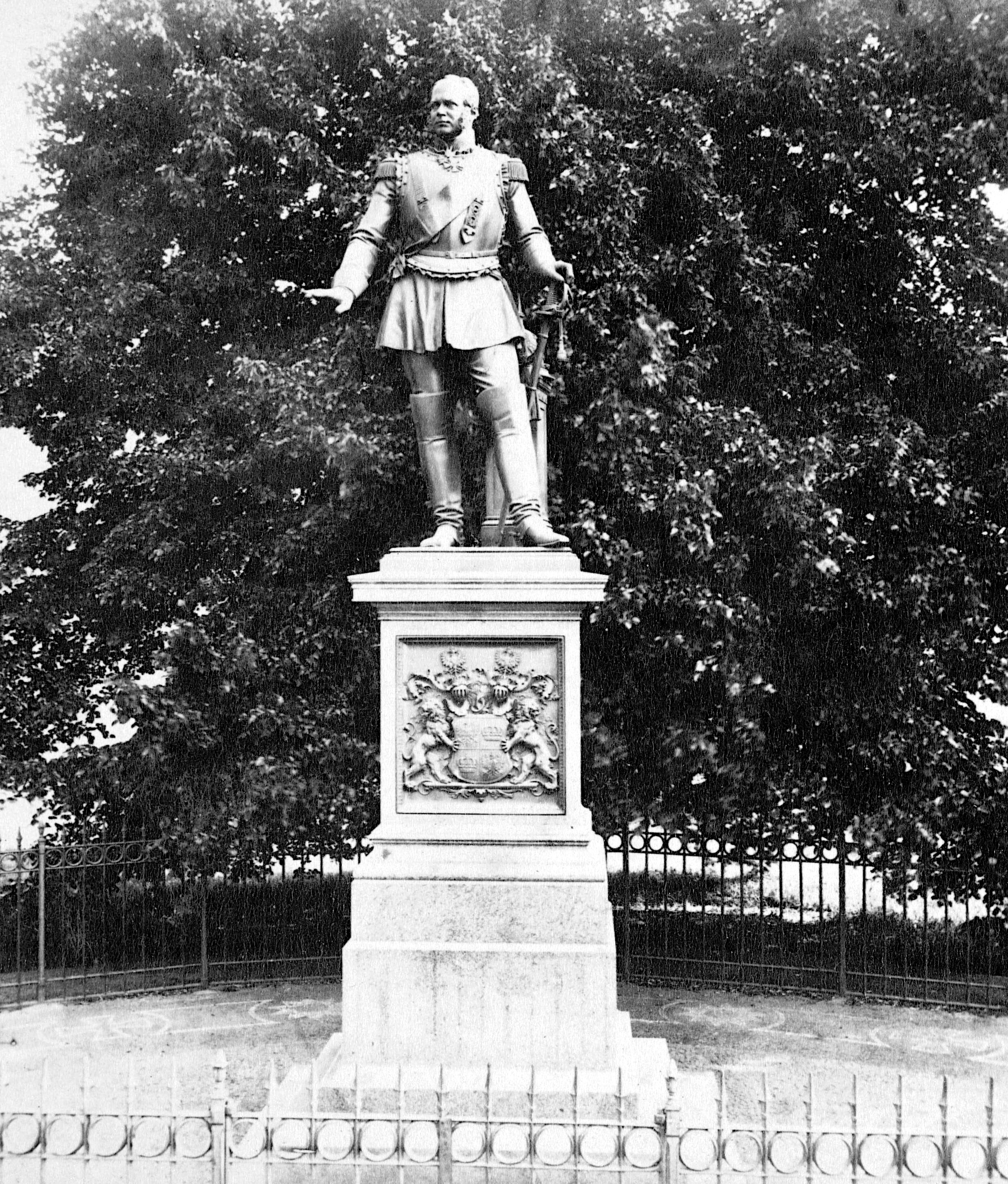
Denkmal auf dem Leipziger Platz

- Eisernes Kreuz II. und I. Klasse im Jahre 1813
- Russischer Orden des Heiligen Georg IV. Klasse im Jahre 1813
- Russischer Orden der Heiligen Anna II. Klasse mit Brillanten im Jahre 1813
- Roter Adlerorden II. Klasse mit Eichenlaub am 28. September 1826
- Preußisches Dienstauszeichnungskreuz am 18. April 1831
- Stern zum Roten Adlerorden II. Klasse mit Eichenlaub am 24. September 1832
- Roter Adlerorden I. Klasse mit Eichenlaub am 18. Januar 1836
- Großkreuz des Hausordens vom Weißen Falken am 2. November 1840
- Großkreuz des Ordens der Eichenkrone am 24. Oktober 1846
- Schwarzer Adlerorden am 18. Oktober 1849

## Denkmal
Am 17. Mai 1862 wurde auf dem Leipziger Platz in Berlin das Denkmal des Grafen Brandenburg enthüllt. Entworfen von dem Berliner Bildhauer Hugo Hagen, wurde es in der Gießerei von Hermann Gladenbeck im Bronzegussverfahren hergestellt. Das Standbild zeigte den Grafen barhäuptig in Kürassieruniform, es hat den Zweiten Weltkrieg nicht überstanden.